# Elizabeth Cooke, Lady Russell

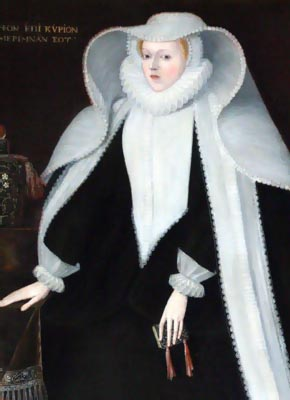
Elizabeth Cooke, Lady Russell

Elizabeth Cooke, Lady Russell, född 1528, död 1609, var en engelsk diktare och kulturmecenat.
Hon var en inflytelserik profil vid Elisabet I:s hov och främst känd som poet och musiker, och för sitt beskydd av musiker och diktare under den engelska renässansen. 